# Helava alticola
Helava alticola är en stekelart som beskrevs av Lubomir Masner och Lars Huggert 1989. Helava alticola ingår i släktet Helava och familjen gallmyggesteklar. Inga underarter finns listade i Catalogue of Life.